# علي أباد (دهسرد)
علي أباد (بالإنجليزية: Aliabad, Dehsard)‏ هي منطقة سكنية تقع في إيران في قسم دهسرد الريفي. يقدر عدد سكانها بـ 26 نسمة .